# Огнёвкообразные
Огнёвкообразные (лат. Pyraloidea) — надсемейство отряда чешуекрылых.

## Распространение
Виды Pyraloidea встречаются во всем мире, как на материках, так и на отдаленных островах (например, на Гавайях от побережья вплоть до высокогорий). Они отсутствуют лишь в Антарктике. Преобладают в тропиках, причём основное видовое разнообразие отмечено в Неотропике. Некоторые виды и роды, как например Udea из подсемейства Pyraustinae или Eudonia из Scopariinae (Crambidae), широко распространены не только на континентах, но отмечены и на отдалённых островах во всех океанах (там есть аборигенные виды этих групп).

## Описание
Молевидные чешуекрылые. Размах передних крыльев варьирует от 5 до 75 мм, однако у большинства видов составляет менее 30 мм. Главный признак, который обосновывает монофилию этой группы, — структура парных тимпальных органов на вентральной стороне второго брюшного сегмента. Среди всех чешуекрылых представители этого надсемейства демонстрируют наиболее разнообразные жизненные приспособления: фитофагия, питание отходами животных или падалью, паразитизм и обитание в гнёздах муравьёв (Wurthiinae) и пчёл (Galleriinae), а гусеницы подсемейства Acentropinae приспособлены даже к жизни под водой. Представители подсемейства Wurthiinae (Niphopyralis) обнаружены в муравейниках родов Oecophylla и Polyrhachis.

## Палеонтология
Известно всего три достоверных находки Pyraloidea в ископаемом состоянии, древнейшие из которых происходят из раннего эоцена Дании и балтийского янтаря.

## Систематика
Более 16000 видов и 2000 родов. Ранее надсемейство включало такие семейства, как Alucitidae, Hyblaeidae, Thyrididae, Tineodidae, Pterophoridae, и номинативное Pyralidae, ныне выделенные в самостоятельные надсемейства. В современном объёме надсемейство Pyraloidea подразделяют на следующие семейства:
- Crambidae — Огнёвки-травянки, или травяные огнёвки. 9655 видов и более 1000 родов.
- Pyralidae — Огнёвки настоящие. Более 6000 видов и 1000 родов (на декабрь 2011 года)[7].